# Мойо
Мойо (яп. 模様) — частина дошки, обмежена каменями гравця, що потенційно може стати його територією. 
Побудова великого мойо має на меті не лише формування власної території, а й провокування суперника до вторгнення у цю область, щоб отримати більше користі з атаки його слабкої групи. Тому найліпшою тактикою є розширення мойо, а не його закриття.
Зазвичай, при вторгненні у мойо, його частина перетворюється на захищену територію через отримання впливу при атаці суперника. Маючи кілька мойо, у суперника може бути можливість для глибокого вторгнення лише в одне з них.

## Мойо у грі
- якщо суперник збудував мойо та має слабку групу, треба атакувати слабку групу так, щоб зруйнувати мойо;
- якщо ви збудували мойо, а суперник має слабку групу, слід атакувати її так, щоб закрити собі територію на атаці;
- якщо у вас є слабка група і мойо, потрібно тікати групою у протилежному від мойо напрямі;
- якщо у вас слабка група, а у суперника є мойо, що не збудоване від впливу, то слід намагатись тікати групою у напрямку мойо та виживати у ньому.